# Gulbröstad båtnäbb
Gulbröstad båtnäbb (Machaerirhynchus flaviventer) är en av två fågelarter i den lilla familjen båtnäbbar inom ordningen tättingar.

## Utseende och läte
Gulbröstad båtnäbb är en flugsnapparlik liten (11-12 cm) fågel med en stor, bred och mycket platt näbb. Hanne är svart ovan med gult ögonbrynsstreck, vita kanter på vingpennor och stjärt samt gul undersida. Honan har ett liknande utseende, men matt grön ovan och blekare gul under. Den reser ofta stjärten likt en gärdsmyg. Lätet är mjukt men genomträngande, en påstridig melodiös drill som återges "swit-poo-treee too sweet" eller "p-prrr-poo swit-swit". Även ett mjukt "tizz tizz" hörs.

## Utbredning och systematik
Gulbröstad båtnäbb delas in i sex underarter:
- Machaerirhynchus flaviventer albifrons – förekommer på Waigeo (Nya Guinea)
- Machaerirhynchus flaviventer albigula – förekommer i de västpapuanska öarna samt på västra Nya Guinea
- Machaerirhynchus flaviventer novus – förekommer utmed sydöstra Nya Guineas norra kust
- Machaerirhynchus flaviventer xanthogenys – förekommer i Aruöarna och på södra Nya Guinea (Mimikafloden till Milne Bay)
- Machaerirhynchus flaviventer flaviventer – förekommer i norra Queensland (norra Kap Yorkhalvön)
- Machaerirhynchus flaviventer secundus – förekommer i nordöstra Queensland (Cooktown till centrala Townsville)

### Familjetillhörighet
Båtnäbbarna placerades länge i familjen monarker (Monarchidae), men DNA-studier har visat att de utgör en egen utvecklingslinje och behandlas därför numera som en egen familj. Exakt vilka fåglar som är dess närmaste släktingar är inte klarlagt, men den tillhör en grupp övervägande afrikanska tättingar i familjerna busktörnskator, flikögon och vangor, men även de asiatiska och australiska familjerna svalstarar och ioror samt de udda arterna borstskrika och bärätare.

## Levnadssätt
Fågeln återfinns i regnskog där den rör sig likt en sångare och ryttlar i lövverket. Den bygger ett hammockliknande bo som hängs längst ut på en gren två till 20 meter upp. Däri lägger den två till tre vita fläckade ägg.

## Status och hot
Arten har ett stort utbredningsområde, men tros minska i antal, dock inte tillräckligt kraftigt för att den ska betraktas som hotad. Internationella naturvårdsunionen IUCN listar arten som livskraftig (LC). Världspopulationen har inte uppskattats men den beskrivs som inte ovanlig.